# Miroslav Raduljica
Miroslav Raduljica (sr. Мирослав Радуљица, ur. 5 stycznia 1988 w Inđii) – serbski koszykarz występujący na pozycji środkowego, reprezentacji Serbii, obecnie zawodnik Zhejiang Guangsha Lions.

## Kariera
Raduljica rozpoczął grę w koszykówkę w młodzieżowych drużynach klubu KK FMP. W sezonie 2005/06 zaliczył profesjonalny debiut w barwach klubu. Następny sezon spędził na wypożyczeniu w KK Borac Čačak.
W lipcu 2010 roku podpisał pięcioletni kontrakt z tureckim Efesem Pilsen, ale został wypożyczony na sezon do Alby Berlin, z którą doszedł do finałów Bundesligi. 25 sierpnia 2011 roku został wypożyczony na sezon do Partizana Belgrad, a rok później do ukraińskiego BC Azovmash.
26 lipca 2013 roku został zawodnikiem Milwaukee Bucks w NBA. W swoim pierwszym sezonie za oceanem spędzał jedynie 9,7 minut na parkiecie, w których średnio zdobywał 3,8 punktu i 2,3 zbiórek. 26 sierpnia 2014 roku został wymieniony wraz z Carlosem Delfino i wyborem w drugiej rundzie draftu 2015 za Jareda Dudleya i warunkowy wybór w drafcie 2017. Trzy dni później został zwolniony przez Clippers.
19 września 2014 związał się roczną umową z chińskim zespołem Shandong Lions. Zagrał 14 spotkań w lidze CBA, średnio zdobywając 18 punktów i 9 zbiórek na mecz. 23 grudnia 2014 klub zdecydował się zwolnić go z kontraktu, wypłacając mu 1,2 miliona odszkodowania.
8 stycznia 2015 Raduljica został zawodnikiem Minnesota Timberwolves. 28 stycznia 2015 został zwolniony, po rozegraniu pięciu spotkań w barwach Timberwolves.
18 lipca 2015 został zawodnikiem greckiego Panathinaikosu.
3 września 2020 dołączył do chińskiego Zhejiang Guangsha Lions.

## Osiągnięcia
Stan na 6 września 2020, na podstawie, o ile nie zaznaczono inaczej.

### Drużynowe
- Mistrz Serbii (2012)
- Wicemistrz:
  - Ukrainy (2013)
  - Niemiec (2011)
  - Grecji (2016)
- Zdobywca:
  - pucharu:
    - Grecji (2016)
    - Serbii (2012)
    - Włoch (2017)
- Brąz mistrzostw Włoch (2017)
- Finalista Pucharu Serbii (2010)
- 4. miejsce w Lidze Adriatyckiej (2012)
- Uczestnik TOP 8 Euroligi (2016)

### Indywidualne
- MVP ligi serbskiej (2010)
- Lider:
  - strzelców ligi serbskiej (2010)
  - ligi serbskiej w zbiórkach (2010)

### Reprezentacja
Seniorów
- Wicemistrz:
  - świata (2014)
  - olimpijski (2016)[14]
  - Europy (2009)
- Uczestnik mistrzostw Europy (2009, 2015 – 4. miejsce)
- Lider igrzysk olimpijskich w skuteczności rzutów z gry (2016 – 61,2%)[15]

Młodzieżowe
- Mistrz:
  - Uniwersjady (2009)
  - mistrzostw:
    - świata U–19 (2007)
    - Europy U–20 (2008)
    - Europy U–18 (2005)
- MVP mistrzostw Europy U–20 (2008)
- Zaliczony do składu najlepszych zawodników mistrzostw Europy:
  - U–20 (2008)
  - U–18 (2006)
- Uczestnik mistrzostw Europy:
  - Europy U–16 (2004 – 9. miejsce)
  - Europy U–18 (2005, 2006 – 5. miejsce)
- Lider mistrzostw Europy U–20 w zbiórkach (2008)